# Charles Mason Remey
Charles Mason Remey (Burlington, 15 maggio 1874 – 4 febbraio 1974) è stato un architetto statunitense, eminente ma controverso Bahá'í, nominato Mano della Causa e presidente del Consiglio internazionale bahai.
Remey, che era un valente architetto, progettò il tempio bahai di Kampala in Uganda, quello dell'Australia e quello non costruito di Haifa, Israele.

## Violazione del Patto
Quando Shoghi Effendi, il leader della Fede bahai, fondata da Bahá'u'lláh, morì nel 1957 senza nominare il proprio successore Remey era tra le nove Mani della Causa elette per la gestione ad interim della fede fino alla elezione della prima Casa Universale di Giustizia, avvenuta poi nel 1963.
Nel 1960 Remey dichiarò autonomamente d'essere il successore di Shoghi Effendi e pretese il riconoscimento e la fedeltà da tutti i Bahai del mondo, ma questa sua dichiarazione non fu accettata dalle altre Mani della Causa e fu dichiarato "Violatore del Patto", ossia eretico.
L'espulsione si basò sul fatto che Remey non aveva avuto alcun formale incarico o nomina da parte di Shoghi Effendi e che la Custodia della religione bahai abbisognava di varie prerogative, una tra queste, secondo le norme previste, che fossero Aghsán, cioè discendenti maschi dalla famiglia di Bahá'u'lláh.
Quasi l'intero mondo bahai respinse la rivendicazione di Remey ad eccezione di uno sparuto gruppo che così si posero fuori dalla fede.
Remey con la sua rivendicazione creò uno sterile scisma destinato al completo fallimento.